# Salomon Müller
Pour les articles homonymes, voir Müller.
Salomon Müller est un naturaliste badois, né le 7 avril 1804  à Heidelberg et mort le 29 décembre 1863 à Fribourg-en-Brisgau.

## Biographie
Son père est sellier à Heidelberg. Coenraad Jacob Temminck (1778-1858) l’envoie avec Heinrich Boie (1794-1827) et Heinrich Christian Macklot (1799-1832) en Asie pour y récolter des spécimens pour le Muséum d’histoire naturelle de Leyde.
Müller visite ainsi l’Indonésie en 1826, la Nouvelle-Guinée et l’île de Timor en 1828, Java en 1831, Sumatra de 1833 à 1835.